# 单性薹草
单性薹草（学名：Carex unisexualis）为莎草科薹草属的植物。分布于日本以及中国大陆的湖南、安徽、湖北、云南、江西、江苏、浙江等地，生长于海拔1,100米至1,900米的地区，常生长在池塘、湖边、沼泽地和杂草中，目前尚未由人工引种栽培。

## 异名
- Carex fluviatlis Boott var. unisexualis (C. B. Clarke) Kukenth.
- Carex pterolepta Franch.
- Carex unisexualis C. B. Clarke